# عقلانیت‌پذیری
عقلانیت پذیری (به انگلیسی: Rationalizability) در نظریه بازی‌ها یک مفهوم حل (به انگلیسی: solution concept) است. ایده کلی آن به این صورت است که در عین حال که بازیکنان همچنان عقلایی (به انگلیسی: rational) هستند و این عقلانیت (به انگلیسی: rationality) نیز بین همه آن‌ها به صورت دانش مشترک (به انگلیسی: common knowledge) می‌باشد، کمترین محدودیت‌ها را بر بازیکنان اعمال کنیم. کمتر بودن این محدودیت‌ها نسبت به تعادل نش سبب می‌شود مسأله بر بازیکنان آسان‌تر گرفته بشود. گرچه نباید فراموش کرد که در هر دوی عقلانیت پذیری و تعادل نش بازیکنان به باوری که از حرکت (به انگلیسی: action) حریف خود دارند پاسخ بهینه می‌دهند با این تفاوت که برخلاف عقلانیت پذیری که الزامی بر صحیح بودن باورها وجود ندارد، در تعادل نش لازم است که این باورها درست باشند. عقلانیت پذیری نخستین بار توسط برنهایم(Bernheim) و پیرس(Pearce) در سال ۱۹۸۴ تعریف گردید.

## تعریف
در یک بازی فرم ساده(به انگلیسی: normal-form game) مجموعه حرکت‌های عقلانیت پذیر(به انگلیسی: rationalizable actions) به این صورت محاسبه می‌شود:
برای شروع باید مجموعه تمام حرکت‌های هر بازیکن را مشخص کنید. سپس تمام حرکت‌هایی را که هرگز به ازای هیچ باوری از حرکت طرف مقابل، بهترین پاسخ (به انگلیسی: Best-Response) نیستند حذف کنید. (توضیح شهود انجام این مرحله در این نکته نهفته است که هیچ بازیکن عقلایی‌ای هرگز این حرکت را انجام نخواهد داد.) در گام بعد تمام حرکت‌هایی را که هرگز بهترین پاسخ به حرکت‌های باقی‌مانده رقیب نیستند حذف کنید. (این اقدام در این مرحله اینطور توجیه می‌شود که هر بازیکن می‌داند که بازیکن دیگر عقلایی است.) این روند را باید تا جایی ادامه داد که دیگر با این شیوه هیچ حرکتی از هیچ یک از بازیکنان قابل حذف نباشد. این روش در یک بازی با تعداد حرکت‌های متناهی سرانجام مجموعه حرکت‌هایی نامتناهی، برای هریک از بازیکنان باقی می‌گذارد که به حرکت‌های باقی مانده هر بازیکن حرکت‌های عقلانیت پذیر وی گفته می‌شود.

## محدودیت‌های باورها
| B    | A    |   |
| 0, 0 | 1, 1 | a |
| 1, 1 | 0, 0 | b |

یک بازی هماهنگی (به انگلیسی: Coordination Game) ساده را که ماتریس عایدی‌های آن در سمت چپ نشان داده شده‌است در نظر بگیرید. هرگاه که بازیکن سطر به‌طور منطقی باور داشته باشد که بازیکن ستون می‌تواند A را بازی کند، از آنجا که a بهترین پاسخ بازیکن سطر به حرکت A بازیکن ستون است آنگاه وی می‌تواند a را بازی بکند. از طرفی بازیکن سطر می‌تواند به‌طور منطقی باور داشته باشد که بازیکن ستون می‌تواند A را بازی کند اگر که برای بازیکن ستون منطقی باشد باور داشته باشد که بازیکن سطر بتواند a را بازی بکند. او می‌تواند باور داشته باشد که بازیکن سطر a را بازی می‌کند تنها وقتی که باور به اینکه بازیکن سطر a را بازی می‌کند برایش منطقی باشد و به همین ترتیب تا انتها.
این روال بیان شده زنجیره‌ای بینهایت از باورهای سازگاری ایجاد می‌کند که منتج به این خروجی می‌شوند که دو بازیکن زوج (a,A) را بازی کنند و این به معنای عقلانیت پذیر بودن زوج حرکت (a,A) است. به همین ترتیب رویه‌ای کاملاً مشابه را می‌توان برای (b,B) تکرار کرد و مشاهده نمود که این زوج نیز عقلانیت پذیر می‌باشد.
باید به خاطر داشت که تمام استراتژی‌‌(حرکت‌)های موجود در یک بازی الزاماً عقلانیت پذیر نیستند. به عنوان مثالی که در آن تمام استراتژی‌ها عقلانیت پذیر نباشند می‌توان به بازی معمای زندانی یا دوراهی زندانی اشاره کرد. با نگاه به جدول عایدیِ بازی معمای زندانی مشاهده می‌کنیم که زندانی سطر هرگز c را انجام نمی‌دهد چرا که c بهترین پاسخ به هیچ یک از استراتژی‌های زندانی ستون نیست. بنابراین استراتژی c عقلانیت پذیر نمی‌باشد.
| R    | L    |   |
| -, 0 | -, 3 | t |
| -, 3 | -, 0 | m |
| -, 1 | -, 1 | b |

مجموعه تمام استراتژی‌های عقلانیت پذیر را برای بازی‌های دو نفره می‌توان به روش حذفِ مکرر استراتژی‌های اکیداً مغلوب انجام داد. البته لازم است تا غلبه اکید برای استراتژی‌های مخلوط (به انگلیسی: Mixed Strategies) نیز بررسی شود.
به‌طور مثال بازی ۲×۳ شکل سمت چپ را (که در آن برای سادگی عایدی‌های بازیکن ستون حذف شده‌است) در نظر بگیرید. توجه کنید که استراتژی b در فضای استراتژی‌های خالص توسط هیچ‌یک از استراتژی‌های t یا m اکیداً مغلوب نمی‌شود، اما توسط ترکیبی که دو استراتژی t و m را با احتمال هر یک ۰٫۵ مخلوط کند  مغلوب می‌شود. علت این مغلوب شدن در این امر نهفته است که مستقل از باورِ بازیکن سطر راجع به استراتژی بازیکن ستون،  استراتژی مخلوطِ ذکر شده عایدیِ انتظاریِ بیشتری نسبت به استراتژیِ خالص b بازی کردن دارد و این بدان معنی است که استراتژی b عقلانیت پذیر نیست.
همچنین b به هیچ یک از L یا R یا هر ترکیب مخلوطی از این دو بهترین پاسخ نیست و علت این است که حرکت یا استراتژی‌ای که عقلانیت پذیر نیست هیچگاه نمی‌تواند بهترین پاسخ به هیچ استراتژیِ خالص یا مخلوط رقیب باشد. گویی این روش به نظر می‌رسد نسخه دیگری از روشِ پیشتر بیان شده برای یافتن استراتژی‌های عقلانیت پذیر باشد که پس از حذف مکرر استراتژی‌هایی که هرگز بهترین پاسخ (چه مخلوط و چه خالص) نیستند باقی می‌مانند.
برای بازی‌هایی با بیش از دو بازیکن ممکن است استراتژی‌هایی وجود داشته باشند که با وجود آنکه اکیداً مغلوب نیستند هیچگاه بهترین پاسخ نیز نباشند. از طریق حذف مکرر چنین استراتژی‌هایی می‌توان مجموعه استراتژی‌های عقلانیت پذیر را برای یک بازی چند نفره به دست آورد.

## عقلانیت پذیری و تعادل نش
به سادگی می‌توان نشان داد که هر تعادل نش یک تعادل عقلانیت پذیر است درحالیکه عکس این گفته الزاماً صحیح نیست. یعنی یک تعادل عقلانیت پذیر الزاماً تعادل نش نیست و در واقع مفهوم عقلانیت پذیری مفهومی کلی‌تر و تعمیم یافته از تعادل نش است.
| T     | H     |   |
| 1, 1- | 1-, 1 | h |
| 1-, 1 | 1, 1- | t |

به عنوان مثال بازی سکه‌های مطابق نشان داده شده در شکل را در نظر بگیرید که تعادل نش خالص ندارد و تنها تعادل آن بازی کردن شیر و خط هریک با احتمال ۰٫۵ است و این درحالیست که تمام استراتژی‌های خالص این بازی عقلانیت پذیر هستند.
این استدلال را در نظر بگیرید: بازیکن سطر می‌تواند شیر(h) بازی کند اگر برای وی منطقی باشد که باور کند بازیکن ستون می‌خواهد شیر(H) بازی بکند. بازیکن ستون می‌تواند شیر بازی کند اگر برایش منطقی باشد که باور کند بازیکن ستون می‌خواهد خط(t) بازی بکند. بازیکن ستون می‌تواند t بازی کند اگر برایش منطقی باشد که باور کند بازیکن ستون می‌خواهد T بازی بکند و بازیکن ستون می‌تواند T بازی کند اگر برایش منطقی باشد که باور کند بازیکن سطر می‌خواهد h بازی کند (و چرخه مجدداً آغاز می‌شود). به این ترتیب مجموعه‌ای نامتناهی از باورهای سازگاری که منجر به h بازی کردن بازیکن سطر می‌شوند به دست می‌آید. می‌توان استدلال کاملاً مشابهی برای t بازی کردن بازیکن سطر و T یا H بازی کردن بازیکن ستون ارائه داد.
به این ترتیب دیدیم که با وجود آنکه هر استراتژی خالص در بازی سکه‌های مطابق عقلانیت پذیر است ولی این بازی تعادل نش خالص ندارد.

## معقول کردن و عقلانیت پذیری
گاه با موقعیت‌هایی روبرو می‌شویم که افراد پس از آنکه مرتکب انجام عملی (آگاهانه یا ناآگاهانه) می‌شوند که نتیجه نامطلوب به دنبال داشته یا به‌طور کل اقدامی نامتعارف شمرده می‌شده‌است، متوسل به آوردن عذر و بهانه می‌شوند. به‌طور مثال شخصی با بیان این استدلال که دولت‌ها درآمد مالیاتی خود را بیهوده خرج می‌کنند از مالیات دادن سر باز می‌زند یا اینکه شخصی پس از آنکه در آزمونی نتیجه نامطلوب کسب می‌کند اذعان می‌دارد که نتیجه آن آزمون برای وی اهمیتی نداشته‌است. به موقعیت‌هایی از این دست در روانشناسی به اصطلاح معقول کردن (به انگلیسی: Rationalization) گفته می‌شود.
در ابتدای این نگاره مِن باب بیان تفاوت میان تعادل نش و عقلانیت پذیری اشاره شد که در عقلانیت پذیری علی‌رغم آنکه هر بازیکن بر اساس باوری که از موقعیت خود دارد تصمیم بهینه‌اش را انتخاب می‌کند، ضرورتی بر صحیح بودن باورها وجود ندارد. حال اگر از دریچه رفتار استراتژیک به پدیده معقول کردن بنگریم و بر اساس مفاهیمی همچون پاسخِ بهینه و سیستم باور به تحلیل آن بپردازیم مشاهده می‌کنیم که معقول کردن مفهومی بی‌ارتباط به عقلانیت پذیری نیست. چرا که هنگام آوردنِ عذر و بهانه گویی فرد سیستم باور خود را طوری تغییر می‌دهد (اشاره شد که ضرورتی بر صحیح بودنِ این باور وجود ندارد) تا رفتار خود را در دید سایرین به گونه‌ای جلوه دهد که گویی این رفتار بهترین انتخاب ممکن برای وی بوده و بر اساس آنچه از موقعیت می‌دانسته بهینه عمل کرده‌است. به این ترتیب می‌توان اینطور جمع بندی کرد که تنها تفاوت بین این دو مفهوم این نکته است که بر خلاف عقلانیت پذیری، در معقول کردن فرد می‎تواند عامدانه سیستم باوری ناصحیح برای خود بربگزیند.